# Tuck School of Business
L'Amos Tuck School of Business Administration est l'école de management (business school) du Dartmouth College à Hanover (New Hampshire), aux États-Unis.
Fondée en 1900, Tuck est l'une des plus anciennes business schools au monde et la première institution à avoir proposé un MBA, Master in business administration,,,
Tuck ne propose qu'un seule degree program, le Master of Business Administration et des programmes courts à destination des cadres ou des récents diplômés universitaires. L'école met un fort accent sur la proximité relationnelle et le caractère résidentiel de l'école. Le nombre d'étudiants n'est que de 500 environ pour 46 professeurs à plein temps.
L'école porte le nom d'Amos Tuck (1810-1879), figure politique du New Hampshire, son fils Edward Tuck (1842-1938), homme d'affaires et philanthrope, ayant financé la création de l'école
Elle est l'une des huit Ivy League business schools.
Parmi les professeurs qui enseignent à Tuck, on peut citer notamment Vijay Govindarajan, professeur d'affaires internationales qui mène des recherches sur les changements stratégiques des firmes, Richard A. D'Aveni qui travaille sur les questions de concurrence et de positionnement des entreprises et Matthew Slaughter, également Associate Dean, qui est un économiste ayant travaille comme conseiller économique du président Bush.

## Le MBA
Le MBA bénéficie de la réputation du Dartmouth College, l'une des plus prestigieuses universités américaines. Il dure deux ans avec la possibilité d'un stage entre les deux années. La première année est consacrée aux cours fondamentaux. La deuxième année, les étudiants choisissent leurs électifs afin de personnaliser leur parcours. Les étudiants peuvent participer à la "Tuck Global Consultancy". Ils travaillent sur des projets en dehors des États-Unis au bénéfice d'entreprises afin de mettre en pratique les outils et théories appris en cours.
L'admission au MBA se fait en 2 phases : une première étape de sélection sur dossier comprenant GMAT, essais, notes et lettres de recommandation. La deuxième consiste en un entretien avec un ancien élève ou un membre de l'école.
Le MBA de Tuck fait partie des meilleurs programmes américains et mondiaux. Il presque toujours classée dans les 10 premières dans les différents classements. Ainsi en 2007, Tuck était classée première dans les programmes américains de MBA par le The Wall Street Journal et le magazine Forbes, 4e mondiale par The Economist, neuvième par le Financial Times, et onzième (en 2006) par Business Week. En 2010, le Financial Times classe le programme à la 13e place mondiale.
Parmi ses anciens élèves célèbres, on compte notamment Didier Pineau-Valencienne, ancien PDG de Schneider Electric.

## À voir également
- Vidéo de présentation du campus de Tuck
- Vidéo sur le programme MBA de Tuck